# 謹慎責任
谨慎责任（英語：duty of care）或稱注意義務，在侵权法中，是要求一个人在做出一件预料会损害其他人的作为时，必须遵从标准而合理的谨慎之法律责任。它是构成一个疏忽作为的原则之一。原告人要指控被告人，原告人需指出被告人违反的法律中，所指出需遵行的谨慎责任，未能遵行谨慎责任，可构成侵权行为。

## 鄰人規則
“鄰人規則”（Neighbour Principle）出自于法官阿特金男爵（James Richard Atkin, Baron Atkin）在多諾霍案中做出的判决，该规则将《聖經》當中总结出的普适性概念，作为過失侵權責任人注意義務存在的基础，被普通法系法院广泛应用。在阿特金的论证中，他假定原告与被告之间是邻居，以此说明被告在作为或不作为时应尽的义务：“你必須采取合理的注意义务，以在你可以合理預見的範圍内，避免你的作为或不作为伤害你的邻人”。適用該原則時，需判断被告在具体情况下做出行爲时（作为或者不作为）是否能冷静地预见到原告的损害，以此證明在過失侵權的實務當中，侵權人是否盡到了合理的注意義務，否則不能作爲推定免責的證據。
該原則起源于多諾霍訴史蒂芬森案（Donoghue (or M'Alister) v Stevenson），1928年8月26日晚上，梅·多诺霍與朋友在格拉斯哥的一家咖啡館内聚餐，在飲用完半杯朋友點的薑汁啤酒后，多諾霍與朋友發現有隻腐爛的蝸牛從剩下半瓶啤酒中滑出，根據醫生診斷，這瓶汽水使多諾霍患上腸胃炎，並给她造成了心理創傷。1929年4月9日，多諾霍对佩斯利的汽水生產商大卫史蒂文森提起诉讼，要求其赔偿500英镑，作为她因饮用被告生产的姜汁啤酒而致病的赔偿金，在一審失敗的情況下，她上訴至英國上議院，在法庭判决中，大法官阿特金發明並論證了該規範，儘管該案控辯雙方最終達成和解，仍被作爲鄰人原則的法律淵源被後來的判例所引用。
其後在Carpro v. Dickman, HL1990中，上議院进一步论证了“照顧責任”的存在，并认为其构成應符合以下三要素。
1. 可合理預見的傷害 reasonable foresight of harm；
2. 原告與被告有非常鄰近的關係 sufficient proximity of relationship between the plaintiff and the defendant；
3. 須公平、公正及合理地履行此責任 fair, just and reasonable to impose a duty.[4]

然而，在该判例中，布里吉勋爵亦指出：“任何普遍准则都无法适用于所有具体案例的检定，以确定该案例中的当事人是否存在注意义务以及该义务的范围。”

## 例子

### 道路使用者
汽车司机负有谨慎责任，避免任何行人被汽车撞伤。

### 建築物
大廈業主立案法團對路過大廈的行人負有謹慎責任，萬一樓宇日久失修導致外牆剝落，業主立案法團及所有業主需分擔該受傷行人的醫療賠償。